# Anora
Anora (bra/prt: Anora) é um filme de comédia dramática estadunidense de 2024 escrito, dirigido e editado por Sean Baker. É estrelado por Mikey Madison no papel-título de uma dançarina exótica e acompanha o romance conturbado dessa com o filho de um oligarca russo. Também é estrelado por Mark Eydelshteyn, Yura Borisov, Karren Karagulian e Vache Tovmasyan. 
O filme estreou em 21 de maio de 2024, em competição no 77º Festival de Cinema de Cannes e foi lançado nos Estados Unidos pela Neon no dia 18 de outubro de 2024. O filme estreou em Portugal no dia 30 de outubro de 2024 e no Brasil no dia 23 de janeiro de 2025.
Anora recebeu inúmeros elogios e premiações. No 97º Oscar, o filme venceu cinco prêmios principais: Melhor Filme, Melhor Atriz para Madison, Melhor Roteiro Original, Melhor Edição e Melhor Direção, com Sean Baker fazendo história ao ganhar o maior número de prêmios da Academia em uma única cerimônia, igualando o recorde de Walt Disney. Além disso, tornou-se o quarto filme a vencer tanto a Palma de Ouro quanto o Oscar de Melhor Filme. Também foi nomeado um dos dez melhores filmes de 2024 pelo National Board of Review e pelo American Film Institute.

## Enredo
Anora "Ani" Mikheeva, uma stripper de 23 anos, mora em Brighton Beach, um bairro russo-americano no Brooklyn, cidade de Nova York. Seu chefe a apresenta a Ivan "Vanya" Zakharov, o filho mais novo do oligarca russo Nikolai Zakharov, que solicita alguém fluente em russo para seu filho. Embora Vanya esteja nos Estados Unidos para estudar, ele passa a maior parte do tempo festejando em clubes e na mansão de sua família no Brooklyn.
Vanya contrata Ani para vários encontros sexuais e oferece a ela US$ 15.000 para ficar com ele por uma semana. Durante uma viagem a Las Vegas, ele expressa desdém por seus pais e pela Rússia e pede Ani em casamento. Apesar de seu ceticismo, Ani concorda, e eles fogem para uma capela de casamento. Ela pede demissão da boate onde trabalha e se muda para a mansão de Vanya. Quando a notícia do casamento chega à Rússia, a mãe de Vanya, Galina, ordena que seu padrinho armênio, Toros, os encontre e providencie uma anulação de casamento enquanto ela e Nikolai voam para os Estados Unidos.
Toros envia seus capangas, Garnik e Igor, para a casa. Eles informam Vanya que seus pais o estão levando de volta para a Rússia e enfurecem Ani chamando-a de prostituta e sugerindo que Vanya só se casou com ela por um green card. Vanya escapa, e Ani luta contra Garnik e Igor antes que eles a subjuguem e a contenham. Quando Toros chega, ele dá um sermão em Ani sobre a imaturidade de Vanya e a dependência financeira de seu pai, depois ele confisca a aliança de casamento dela, amordaça-a e oferece a ela US$ 10.000 pela anulação do matrimônio. Ani insiste que ela e Vanya estão apaixonados, mas finalmente concorda em ajudar Toros a encontrá-lo.
Naquela noite, Ani, Toros, Garnik e Igor procuram Vanya no Brooklyn. Ani descobre por amigos que Vanya está em seu antigo clube de striptease, sendo entretido por outra dançarina. Eles o encontram bêbado demais para argumentar e o forçam a esperar do lado de fora do tribunal até de manhã. A anulação é rejeitada, pois o casamento ocorreu em Nevada.
No aeroporto, Ani se apresenta a Nikolai e Galina em russo, mas Galina a rejeita imediatamente. Vanya, cedendo aos pais, diz friamente a Ani que o casamento deles é impossível, e Galina ordena que todos embarquem em um avião para Las Vegas. Não tendo assinado um acordo pré-nupcial, Ani ameaça pedir um acordo de divórcio, mas Galina a ameaça com ruína financeira total. Percebendo a fraqueza de Vanya diante de seus pais e do poder de sua família, Ani concorda com a anulação. Depois de assinar os papéis, Igor sugere que Vanya peça desculpas, mas Galina se recusa. Ani insulta os dois antes de ir embora, dizendo a Galina que a principal motivação de Vanya para se casar com ela era irritar sua mãe. 
Igor leva Ani de volta a Nova York para pegar seus pertences. Passando uma última noite na mansão, ela confronta Igor sobre seu encontro anterior, acusando-o de agressão e dizendo que ele a teria estuprado se estivessem sozinhos — uma acusação que ele nega. De manhã, Igor dá a Ani o dinheiro prometido e a leva para casa. No carro, ele devolve sua aliança de casamento como um gesto de boa vontade. Ani inicia o sexo com ele, mas para quando ele tenta beijá-la. Ela desaba, soluçando em seus braços.

## Elenco
- Mikey Madison como Anora / Ani[9]
- Mark Eydelshteyn como Ivan
- Yura Borisov como Igor
- Karren Karagulian como Toros
- Vache Tovmasyan como Garnick
- Aleksei Serebryakov como Nikolai Zakharov
- Darya Ekamasova como Galina Zakharov
- Lindsey Normington como Diamond
- Ivy Wolk como Crystal
- Luna Sofía Miranda como Lulu
- Alena Gurevich como Klara

## Produção
As filmagens ocorreram no início de 2023 no Brooklyn, Nova Iorque.
Para Anora, Baker declarou que suas intenções eram "contar histórias humanas, contando histórias que, esperançosamente, sejam universais [...] Isso está ajudando a remover o estigma que foi aplicado [ao trabalho sexual], que sempre foi aplicado a esse meio de vida".
Em uma coletiva de imprensa em Cannes, Mikey Madison declarou que Baker e a produtora Samantha Quan, que é esposa de Baker, representariam diferentes posições sexuais para demonstrar o que queriam que os atores fizessem. Madison recebeu a oferta de um coordenador de intimidade, mas disse: "Como eu já havia criado um relacionamento muito confortável com os dois por cerca de um ano, senti que seria onde eu me sentiria mais confortável e acabou funcionando perfeitamente."
Andrea Werhun, uma escritora e atriz canadense mais conhecida por seu livro de memórias Modern Whore de 2018 sobre seu tempo anterior como trabalhadora do sexo, atuou como consultora criativa no filme.

## Lançamento

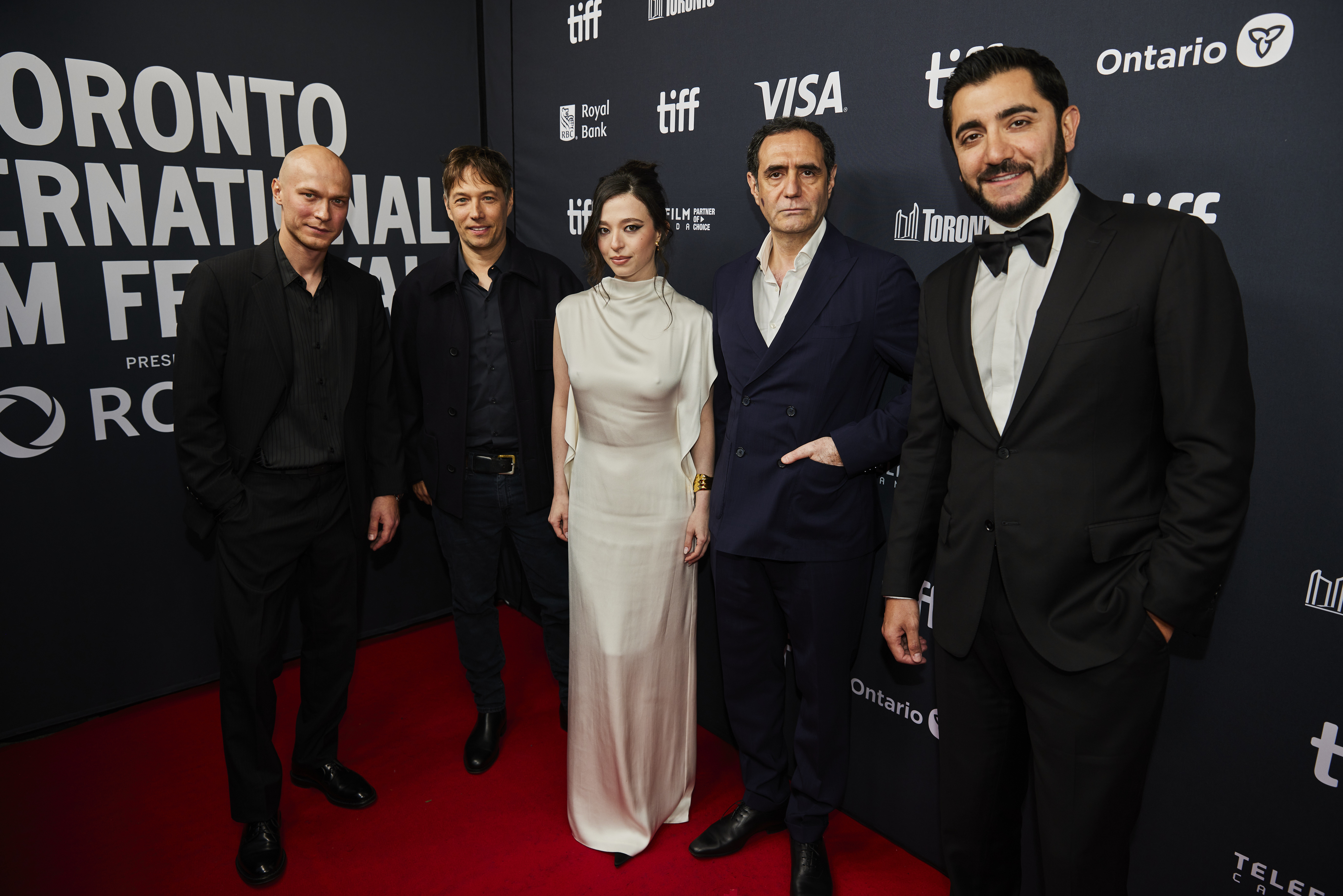
Yura Borisov, Sean Baker, Mikey Madison, Karren Karagulian e Vache Tovmasyan no TIFF 2024

Os direitos de distribuição mundial foram adquiridos pela FilmNation Entertainment em outubro de 2023. O filme foi então vendido pela FilmNation para Le Pacte para a França, Lev para Israel, Kismet para a Austrália e Nova Zelândia, e Focus Features/Universal Pictures International para o resto do mundo, excluindo a América do Norte, em acordos semelhantes aos feitos no filme anterior de Baker, Red Rocket. Em novembro de 2023, a Neon adquiriu os direitos de distribuição do filme na América do Norte, e estreou em um lançamento limitado em 18 de outubro de 2024.
Anora estreou no Festival  de Cannes em 21 de maio de 2024, e ganhou a Palma de Ouro do festival em 25 de maio. Recebeu uma ovação de pé de 10 minutos no final de sua exibição. Tornou-se o quinto vencedor consecutivo da Palma de Ouro distribuída pela Neon nos Estados Unidos; os vencedores anteriores incluem Gisaengchung, que viria a ganhar o Oscar de melhor filme, Titane, Triângulo da Tristeza, indicado ao Oscar de melhor filme, e Anatomia de uma Queda, também indicado ao Oscar de melhor filme. É também o primeiro filme estadunidense a ganhar a Palma de Ouro desde A Árvore da Vida, de 2011.
O filme também foi exibido no Festival Internacional de Cinema de Toronto, no Festival de Cinema de Nova Iorque, no Festival Internacional de Cinema de San Sebastián, e foi selecionado pelo Festival Internacional de Cinema de Busan, no Festival de Cinema de Londres, no 19º Festival de Cinema de Roma e vários outros.
No Brasil, o filme foi lançado no dia 23 de janeiro de 2025, distribuído pela Universal Pictures.

## Recepção

### Resposta crítica
No site agregador de críticas Rotten Tomatoes, 93% das 332 avaliações dos críticos são positivas, com uma classificação média de 8.9/10. O consenso do site afirma: "Outra crônica maravilhosa dos desprezíveis lutadores americanos, escrita pelo roteirista e diretor Sean Baker, que ganha um toque especial com a atuação ousada de Mikey Madison, Anora é um drama romântico no limite." O Metacritic, que usa uma média ponderada, atribuiu ao filme uma pontuação de 91 em 100, baseado em 62 críticos, indicando "aclamação universal".
Greta Gerwig, servindo como presidente do júri do 77º Festival de Cannes, comentou que "[Anora] foi algo que coletivamente nos transportou, nos comoveu [...] Parecia novo e em diálogo com formas mais antigas de cinema. Havia algo nele que nos lembrava das estruturas clássicas de Lubitsch ou Howard Hawks, e então fez algo completamente verdadeiro e inesperado."
Richard Lawson, da Vanity Fair, escreveu: "[Anora é] uma explosão selvagem e profana [...] Mesmo quando a narrativa e os diálogos de Baker se tornam repetitivos, Madison mantém as coisas animadas [...] Eu me vi dividido entre achar as conclusões de Baker compassivas e sentir um vago cheiro de algo paternalista. [...] As explorações de Baker sobre os forasteiros tendem a oscilar entre a graciosidade e a antropologia benevolente e o tipo mais malévolo e missionário."

## Prêmios e indicações
| Prêmio/Festival                             | Data da cerimônia       | Categoria                          | Indicado(s)                           | Resultado       | Ref.   |
| ------------------------------------------- | ----------------------- | ---------------------------------- | ------------------------------------- | --------------- | ------ |
| Óscars                                      | 2 de março de 2025      | Melhor Filme                       | Alex Coco, Samantha Quan e Sean Baker | Venceu          | [ 31 ] |
| Óscars                                      | 2 de março de 2025      | Melhor Diretor                     | Sean Baker                            | Venceu          | [ 31 ] |
| Óscars                                      | 2 de março de 2025      | Melhor Roteiro Original            | Sean Baker                            | Venceu          | [ 31 ] |
| Óscars                                      | 2 de março de 2025      | Melhor Edição                      | Sean Baker                            | Venceu          | [ 31 ] |
| Óscars                                      | 2 de março de 2025      | Melhor Atriz                       | Mikey Madison                         | Venceu          | [ 31 ] |
| Óscars                                      | 2 de março de 2025      | Melhor Actor Coadjuvante           | Yura Borisov                          | Indicado        | [ 31 ] |
| Prêmios Globo de Ouro                       | 5 de janeiro de 2025    | Melhor Filme - Comédia ou Musical  | Anora                                 | Indicado        | [ 32 ] |
| Prêmios Globo de Ouro                       | 5 de janeiro de 2025    | Melhor Atriz em Comédia ou Musical | Mikey Madison                         | Indicado        | [ 32 ] |
| Prêmios Globo de Ouro                       | 5 de janeiro de 2025    | Melhor Ator Coadjuvante            | Yura Borisov                          | Indicado        | [ 32 ] |
| Prêmios Globo de Ouro                       | 5 de janeiro de 2025    | Melhor Diretor (Filme)             | Sean Baker                            | Indicado        | [ 32 ] |
| Prêmios Globo de Ouro                       | 5 de janeiro de 2025    | Melhor Roteiro                     | Sean Baker                            | Indicado        | [ 32 ] |
| BAFTA                                       | 16 de fevereiro de 2025 | Melhor Filme                       | Alex Coco, Samantha Quan e Sean Baker | Indicado        | [ 33 ] |
| BAFTA                                       | 16 de fevereiro de 2025 | Melhor Atriz                       | Mikey Madison                         | Venceu          | [ 33 ] |
| BAFTA                                       | 16 de fevereiro de 2025 | Melhor Ator Coadjuvante            | Yura Borisov                          | Indicado        | [ 33 ] |
| BAFTA                                       | 16 de fevereiro de 2025 | Melhor Diretor                     | Sean Baker                            | Indicado        | [ 33 ] |
| BAFTA                                       | 16 de fevereiro de 2025 | Melhor Roteiro Original            | Sean Baker                            | Indicado        | [ 33 ] |
| BAFTA                                       | 16 de fevereiro de 2025 | Melhor Edição                      | Sean Baker                            | Indicado        | [ 33 ] |
| BAFTA                                       | 16 de fevereiro de 2025 | Melhor Escolha de Elenco           | Sean Baker e Samantha Quan            | Venceu          | [ 33 ] |
| Festival de Cannes                          | 25 de maio de 2024      | Palma de Ouro                      | Sean Baker                            | Venceu          | [ 34 ] |
| Festival Internacional de Cinema de Toronto | 15 de setembro de 2024  | People's Choice Award              | Anora                                 | 2º Vice-campeão | [ 35 ] |
| Festival Internacional de Cinema de Miskolc | 14 de setembro de 2024  | Prêmio Emeric Pressburger          | Anora                                 | Indicado        | [ 36 ] |
| Festival de Cinema de Savannah              | 2 de novembro de 2024   | Prêmio Breakthrough                | Mikey Madison                         | Venceu          | [ 37 ] |